# Chloé Delaume
Chloé Delaume, pseudonimo di Nathalie Dalain (Versailles, 10 marzo 1973), è una scrittrice e editrice francese.

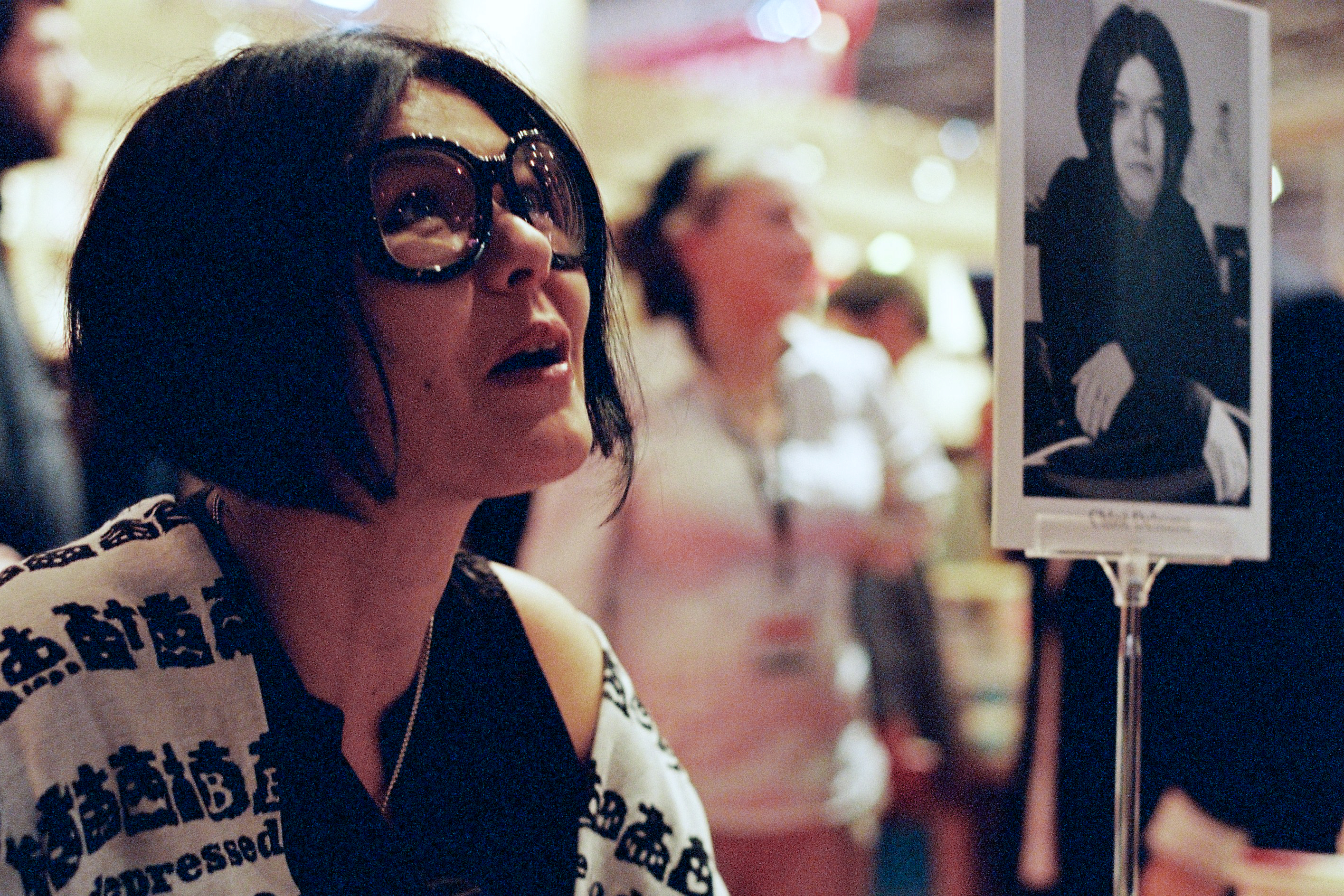
Chloé Delaume al salone del libro di Parigi nel 2009

È inoltre performance artist, musicista e cantante.
La sua produzione letteraria, principalmente autobiografica, è centrata sulla sperimentazione di nuove tecniche poetiche (letteratura sperimentale) e sull'uso del genere letterario conosciuto come autofiction, ossia la narrazione della vita dell'autore sotto forma più o meno romanzata.

## Biografia

### Vita e studi
Chloé Delaume trascorre la sua infanzia a Beirut. Nel 1983, quando non ha ancora 10 anni, il padre dopo anni di violenze uccide la madre davanti ai suoi occhi per poi togliersi la vita. Questo è uno dei traumi che pervaderanno l'intera produzione della scrittrice.
Rimasta orfana, Chloé va a vivere con i nonni e successivamente con gli zii. Desiderando diventare insegnante come la madre, si iscrive alla facoltà di Lettere moderne dell'università Paris Ouest Nanterre La Défense, dove studia fino all'ottenimento della licenza per l'insegnamento.
Delusa dal sistema universitario, abbandona l'università e comincia a dedicarsi alla scrittura. Per mantenersi, lavora come cameriera in un hostess bar, dove doveva servire da bere ai clienti e fare loro compagnia, e tale esperienza la spinge a scrivere il suo primo romanzo, Le mocciose di Atropo.
Nel 1999 Chloé Delaume si sposa con il filosofo Mehdi Belhaj Kacem da cui si separa nel 2002, e nel 2006 si risposa con Thomas Scotto d'Abusco. Dopo il secondo divorzio avvenuto nel 2013, inizia a convivere con Daniel Schneidermann.

### Vita letteraria
Tra il 1999 e il 2002 lavora per la rivista letteraria EvidenZ, fondata da Mehdi Belhaj Kacem, nella quale pubblica tre testi, firmandosi per la prima volta con il nome "Chloé Delaume". Per "Chloé" si è ispirata al nome dell'eroina del romanzo La Schiuma dei giorni di Boris Vian, mentre "Delaume" proviene dall'opera di Antoin Artaud, L'Arve et l'Aume.
Dopo la pubblicazione del secondo ed ultimo numero Chloé abbandona la rivista.
Nel 2000 pubblica il suo primo romanzo, Le mocciose di Atropo e in seguito, utilizzando il suo vero nome, collabora con la rivista letteraria Le matricule des anges.
Tra gennaio 2005 e giugno 2007 conduce la trasmissione Arrêt sur images su France 5, presentata da Daniel Schneidermann, occupandosi delle critiche e delle osservazioni che una volta al mese venivano inviate alla trasmissione.
Nel 2007, su commissione della casa discografica Naïve Records, dedica un breve racconto al gruppo rock francese Indochine che l'autrice ammira molto, e nel 2009, in occasione dell'uscita del loro nuovo album, scrive il testo di una delle canzoni, Les aubes sont mortes.
Nel 2008 crea la rivista di letteratura contemporanea Tina (con la collaborazione di Éric Arlix, Hugues Jallon, Dominiq Jenvrey, Emily King, Jean-Charles Massera, Émilie Notéris, Jean Perrier, Guy Tournaye).
Nel 2010 dà il via alla manifestazione «À vous de lire», guidata dalla stessa Delaume insieme a Frédéric Mitterrand. Sempre in quell'anno diventa direttrice di «Extraction», una collezione dedita alla ricerca letteraria nelle sue forme più varie (letteratura sperimentale). Distaccata dai canoni tradizionali, questa collezione si pone l'obbiettivo di dare voce a chi vuole sperimentare, di scoprire giovani autori e di permettere ad altri autori già affermati di pubblicare i loro lavori più singolari.
Nel 2013 con Daniel Schneidermann pubblica Où le sang nous appelle, romanzo dedicato allo zio dell'autrice Georges Ibrahim Abdallah, presunto capo della LARF (Fazione Rivoluzionaria Armata Libanese). Accusato dell'omicidio di diplomatici israeliani e americani venne condannato all'ergastolo al termine del processo tenutosi nel 1987 in Francia.

## Produzione e Poetica
Chloé Delaume ha scritto molti romanzi nei quali persegue una poetica sperimentale, trattando tematiche quali l'autofiction e il gioco.
Lei stessa definisce la sua produzione letteraria come una "politique de révolution du Je" (politica di rivoluzione dell'Io), consistente nel "rifiutare una realtà satura di favole, le finzioni collettive, famigliari, culturali, religiose, istituzionali, sociali, economiche, politiche e mediatiche".
La letteratura è entrata nella vita dell'autrice grazie alla lettura di La Schiuma dei giorni di Boris Vian. L'influenza di Boris Vain sulle opere di Chloé Delaume è diventata oggetto del saggio dell'autrice Tutti i giugno hanno la stessa pelle, il cui titolo è ispirato al romanzo Tutti i morti hanno la stessa pelle di Vain. Chloé Delaume è stata influenzata anche dai membri dell'Oulipo, in particolare da Raymond Queneau.
Ha collaborato con Julien Locquet alla composizione di testi interpretati negli album discografici del gruppo musicale Dorine Muraille e ha partecipato alla stesura di opere radiofoniche per France Culture, tra cui Transumanze, che fu anche pubblicata.
L'urlo della clessidra, che le è valso il Prix Décembre nel 2001, viene considerato come il secondo volume della trilogia di autofiction iniziata con Le mocciose di Atropo e conclusa con La Vanità dei Sonnambuli.
Nel 2007 pubblica un libro-game, Di notte sono Buffy Summers, basandosi sulla serie televisiva Buffy l'ammazzavampiri. Leggendo questo tipo di libri il lettore si immedesima nel personaggio principale proprio come farebbe con un gioco di ruolo; un'altra caratteristica, rappresentativa della produzione contemporanea del libro-game è che alla linearità del racconto tipica dei romanzi realisti viene sostituita la frammentarietà del testo. Un altro esempio di questo tipo di produzione è Sicuramlente no, pubblicato nel 2004 che si ispira al gioco da tavolo Cluedo.
Nel 2012 pubblica Una donna con nessuno dentro, in cui esprime la sua idea di scrittura, ovvero «un lento suicidio». Per Chloé Delaume la letteratura non è finalizzata alla salvezza, ma all'estetica: «fare dell'opera d'arte la propria vita e della propria vita un'opera d'arte».
Nel 2015 con la collaborazione dell'illustratore Franck Dion pubblica Alienaire, che si presenta come un libro che unisce al suo interno testo, film e musica. Questo è un esempio degli objets hybrides (oggetti ibridi), come li definisce l'autrice, nati dalla sperimentazione della scrittura numerica. In occasione della sua pubblicazione Chloé Delaume dichiara che attraverso l'uso di varie tecniche (ibridismo) si può sfiorare qualcosa che è una forma d'arte totale.

## Opere

### Romanzi e racconti
- 2000: Le mocciose di Atropo, Farrago, 136 p. - rééd. Gallimard, coll. «Folio».
- 2001: L'urlo della clessidra, titolo originale Le Cri du sablier Farrago/Léo Scheer, 132 p. - rééd. Gallimard, coll. «Folio».
- 2001: I miei week-end sono peggiori dei vostri, titolo originale Mes week-ends sont pire que les vôtres, Éditions de Néant, 9 p.
- 2003: La Vanità dei Sonnambuli, titolo originale La Vanité des somnambules, Farrago/Léo Scheer, 147 p.
- 2003: Monologue pour épluchures d’Atrides, CipM
- 2003: Corpus Simsi. Incarnation virtuellement temporaire, Léo Scheer, 125 p.
- 2004: Sicuramente no, titolo originale Certainement pas, Verticales, 360 p.
- 2005: Tutti i giugno hanno la stessa pelle, titolo originale Les Juins ont tous la même peau. Rapport sur Boris Vian, La Chasse au Snark, 85 p. - rééd. Seuil, coll. «Points».
- 2006: J'habite dans la télévision, Verticales, 167 p. - rééd. J'ai lu.
- 2007: Di notte sono Buffy Summers, titolo originale La nuit je suis Buffy Summers, éditions è®e, 128 p.
- 2007: Chanson de geste & opinions, Mac/Val.
- 2007: La Dernière Fille avant la guerre, Naïve Sessions, 116 p.
- 2008: Dans ma maison sous terre, Seuil, coll. «Fiction & cie», 204 p.
- 2009: Narciso e i suoi spilli, titolo originale Narcisse et ses aiguilles, L'Une & l'autre, 31 p.
- 2011: Il lutto delle due sillabe, titolo originale Le Deuil des deux syllabes, L'Une & l'autre, 36 p.
- 2012: Una donna con nessuno dentro, titolo originale Une femme avec personne dedans, Seuil, coll. «Fiction & cie», 144 p.
- 2012: Perceptions, illustrations de François Alary, éditions Joca Seria.
- 2013: Où le sang nous appelle, avec Daniel Schneidermann, Seuil, coll. «Fiction & cie»
- 2014: Conversations entre onze heures et minuit, éditions du Musée Balzac.
- 2015: Vous aimez beaucoup voyager, illustrazioni di François Alary, éditions du Cimetière.
- 2015: Alienare, avec Franck Dion, Seuil, coll. «Romans français (H.C.)
- 2016: Les Sorcières de la République, Seuil, coll. «Fiction & cie»

### Teatro
- 2007: Transumanze, titolo originale Transhumances, éditions è®e, 128 p.
- 2009: Eden mattina mezzogiorno e sera, titolo originale Eden matin midi et soir, illustrazioni di François Alary, éditions Joca Seria, 45 p.
- 2010: Au commencement était l'adverbe, illustrazioni di François Alary, éditions Joca Seria, 80 p.

### Saggi
- 2007: Neuf leçons de littérature, in collaborazione con Michel Butor, Pierrette Fleutiaux, et Hédi Kaddour, Éditions Thierry Magnier, 187 p.
- 2008: S'écrire mode d'emploi, publie.net, 2008
- 2010: La règle du Je. Autofiction: un essai, PUF, coll. «Travaux pratiques», 92 p.

### Testi
- 1999: «Les levrettes d'Andromaque» et «Prostituationnisme», Evidenz, Tristram, 186 p.
- 2002: «Cata(racte) », Contre offensive, collectif, Pauvert, 166 p.
- 2003: «Rapsodie ras du sol», Lettres d'aveux, collectif, Pocket, 142 p.
- 2003: «L'hôtesse de bar», Le Sexe, collectif, La Découverte, 182 p.
- 2003: «Petits problèmes entre amis», Le Cadavre bouge encore, collectif, Léo Scheer, 411 p.
- 2004: «Où sont les lions? », Tout sera comme avant, collectif, Verticales, 240 p. .
- 2004: «Djezer Zarka», Remix # 1, collectif, Hachette, 110 p.
- 2005: «Terraformation», Renews 1, collectif, è®e, 128 p.
- 2005: «L'architecte», Remix # 3, collectif, Hachette, 109 p.
- 2006: «Je suis le 21», Un toit. Nouvelles sur le logement, collectif, Le Cherche midi, 187 p.
- 2007: «L'alchimie du mail», Prenez soin de vous de Sophie Calle, collectif, Actes Sud, 450 p.
- 2010: «Suite 411», Sillages, collectif, Cadex, 50 p.
- 2010: «Derrière le verre», Petit pan du mur jaune. 22 écrivains du côté du Louvre, collectif, Skira, 159 p.
- 2012: «Précis de recomposition», Noël, quel bonheur ! Treize nouvelles affreusement croustillantes, collectif, Armand Colin, 176 p.

## Filmografia
- La Contribution, cortometraggio, 2014. prodotto da Manufactura.

## Adattamenti
- 2005: Les Mouflettes d'Atropos, sceneggiatura di Hélène Poitevin sulla coreografia di B. Altieri, Parigi
- 2006: Transumanze, opera radiofonica, France Culture.
- 2009: Eden mattina mezzogiorno e sera, sceneggiatura di Hauke Lanz, La Ménagerie de verre, Paris.
- 2011: Veuillez laisser ce corps dans l'état où vous l'avez trouvé en entrant, secondo Le mocciose di Atropo, L'urlo della clessidra eLa Vanità dei Sonnambuli, Compagnie Lever du Jour, Théâtre du Grand Rond, Tolosa